# Плезант-Гарден (Північна Кароліна)
Плезант-Гарден (англ. Pleasant Garden) — місто (англ. town) в США, в окрузі Ґілфорд штату Північна Кароліна. Населення — 5000 осіб (2020).

## Географія
Плезант-Гарден розташований за координатами 35°57′29″ пн. ш. 79°45′37″ зх. д. / 35.95806° пн. ш. 79.76028° зх. д. (35.957933, -79.760319).  За даними Бюро перепису населення США в 2010 році місто мало площу 39,87 км², з яких 39,55 км² — суходіл та 0,32 км² — водойми.

## Демографія
Згідно з переписом 2010 року, у місті мешкало 4489 осіб у 1690 домогосподарствах у складі 1268 родин. Густота населення становила 113 осіб/км².  Було 1819 помешкань (46/км²).
Расовий склад населення:
| - 83,0 % — білих - 10,7 % — чорних або афроамериканців - 0,7 % — азіатів - 0,6 % — корінних американців - 3,2 % — осіб інших рас |

До двох чи більше рас належало 1,7 %. Частка іспаномовних становила 4,7 % від усіх жителів.
За віковим діапазоном населення розподілялося таким чином: 21,2 % — особи молодші 18 років, 60,0 % — особи у віці 18—64 років, 18,8 % — особи у віці 65 років та старші. Медіана віку мешканця становила 45,6 року. На 100 осіб жіночої статі у місті припадало 94,2 чоловіків;  на 100 жінок у віці від 18 років та старших — 94,1 чоловіків також старших 18 років.
Середній дохід на одне домашнє господарство  становив 67 044 долари США (медіана — 56 520), а середній дохід на одну сім'ю — 70 062 долари (медіана — 63 245). Медіана доходів становила 52 168 доларів для чоловіків та 43 320 доларів для жінок. За межею бідності перебувало 17,5 % осіб, у тому числі 24,5 % дітей у віці до 18 років та 6,7 % осіб у віці 65 років та старших.
Цивільне працевлаштоване населення становило 1617 осіб. Основні галузі зайнятості: освіта, охорона здоров'я та соціальна допомога — 18,1 %, роздрібна торгівля — 14,5 %, виробництво — 10,7 %, науковці, спеціалісти, менеджери — 9,8 %.